# Sobralia pulcherrima
Sobralia pulcherrima är en orkidéart som beskrevs av Leslie Andrew Garay. Sobralia pulcherrima ingår i släktet Sobralia och familjen orkidéer. Inga underarter finns listade i Catalogue of Life.